# Face Value
Face Value è il primo album da solista del cantante britannico Phil Collins, pubblicato il 6 febbraio 1981 dalla Atlantic Records.
L'album è un lavoro parallelo a quello dei Genesis, dei quali all'epoca Collins era batterista e prima voce. Egli dichiarò di voler sperimentare suoni differenti, e che fu ispirato dalle opere del suo ex compagno nei Genesis, Peter Gabriel. L'intero disco presenta sonorità e tematiche cupe legate al divorzio del cantante con la prima moglie Andrea Bertorelli.
Anticipato dal famoso singolo In the Air Tonight, l'album debuttò direttamente al primo posto della Official Albums Chart nel Regno Unito.

## Concezione
Nel 1978, Phil Collins faceva parte del gruppo rock progressivo Genesis da otto anni. Dopo aver trascorso i primi cinque di questi come batterista, ha accettato con riluttanza il ruolo di frontman della band dopo la partenza del cantante originario Peter Gabriel alla fine del tour per il loro concept album The Lamb Lies Down on Broadway. Collins ha assunto la voce per l'album A Trick of the Tail nel 1976. Il disco presentava ancora le tipiche strutture progressive del gruppo, tuttavia era caratterizzato anche da un suono più mainstream che ha attratto un pubblico maggiormente ampio. I Genesis hanno poi ottenuto il loro primo grande successo radiofonico con il singolo Follow You Follow Me contenuto nell'album ...And Then There Were Three... del 1978.
Dopo il lungo tour promozionale legato all'ultimo disco, Collins si prese un periodo di aspettativa per fare i conti con la sua travagliata situazione familiare. La prima moglie chiese il divorzio nel 1979, abbandonando il musicista nella casa che condividevano in Inghilterra. Collins rimase per settimane a lavorare in completa solitudine su alcune canzoni che riflettevano i problemi della sua vita personale. La maggior parte del materiale presente in Face Value è incentrato sui sentimenti provati dal cantante dopo la rottura coniugale. Durante la concezione dell'album, Collins strinse una forte amicizia con il cantautore John Martyn e apparve nel disco Grace and Danger, che affrontava tematiche simili legate al divorzio e relazioni infrante. Parte del materiale inizialmente composto da Collins per Face Value entrò a far parte del lavoro successivo dei Genesis, Duke nel 1980.

## Produzione
Le sessioni di registrazione per Face Value hanno avuto luogo presso i Townhouse Studios di Londra tra la fine dell'inverno del 1979 e l'inizio del gennaio 1981. Collins voleva sperimentare sonorità differenti rispetto a quelle adottate nei Genesis. Per la prima volta decise infatti di incorporare nella sua musica una sezione fiati, dando il via a una lunga collaborazione con i Phenix Horns, già noti come sezione fiati degli Earth, Wind & Fire. Inoltre nonostante la sua reputazione di batterista, Collins volle ricorrere all'utilizzo di batterie campionate e drum machine, ispirato da Peter Gabriel che aveva fatto ampio uso di programmazione nel suo terzo album. Per questo motivo Collins assunse Hugh Padgham, l'ingegnere del suono che aveva collaborato con Gabriel in quell'occasione.
L'ultima sessione di registrazione ha avuto luogo nel gennaio 1981, prima della pubblicazione del singolo di debutto, In the Air Tonight, un brano dai toni oscuri che è stato ispirato dalla rabbia provata dal cantante dopo il divorzio con la prima moglie. Altre canzoni come You Know What I Mean (che sarà ripresa da Frida nell'album Something's Going On) e If Leaving Me Is Easy sono ballate solenni che parlano di un cuore spezzato. I Missed Again si caratterizza invece per un'atmosfera più vivace, nonostante vengano presentate anche qui tematiche relative a relazioni infrante. La ballata jazz This Must Be Love è incentrata sulla nuova storia d'amore (a suo tempo) di Collins con Jill Tavelman, che sarebbe divenuta la sua seconda moglie.
Musicalmente l'album presenta canzoni di generi differenti. La base di molte tracce risiede nell'R&B con leggeri influssi di funk, soprattutto in I'm Not Moving,  per la quale Collins ha registrato alcune parti vocali servendosi di un vocoder. Le due strumentali, Droned e Hand in Hand, si caratterizzano rispettivamente la prima per un suono esotico africano, e la seconda per elementi jazz e un coro di bambini che canticchiano la melodia principale. The Roof Is Leaking incorpora parti delta blues e country. Behind the Lines è stata originariamente pubblicata dai Genesis nell'album Duke, dove veniva presentata con influenze tipicamente progressive, mentre qui riceve un nuovo arrangiamento arricchito dai fiati che le donano una connotazione più vicina all'R&B/funk. Il disco contiene una cover di Tomorrow Never Knows dei Beatles, che include strumenti e voci riprodotte in senso invertito sullo sfondo di cori multistrato. Dopo la fine della canzone, è presente una traccia fantasma in cui si sente Collins che canta un breve estratto a cappella di Over the Rainbow in riferimento al recente omicidio di John Lennon.
Tra le canzoni composte durante le sessioni di Face Value, ma che non sono state utilizzate nell'album, figurano Misunderstanding - rielaborata dai Genesis per Duke nel 1980, How Can You Just Sit There, che si è poi evoluta in Against All Odds (Take a Look at Me Now), e quella che sarebbe diventata Don't Lose My Number, inserita nel terzo disco solista di Collins  No Jacket Required nel 1985.

## Accoglienza
| Recensione    | Giudizio |
| ------------- | -------- |
| AllMusic      |          |
| PopMatters    | 9/10     |
| Rolling Stone |          |

L'album ha ricevuto un ottimo riscontro di critica ed è stato lodato per le innovazioni sonore introdotte nell'utilizzo degli strumenti campionati, in particolare nel singolo In the Air Tonight.
In una recensione retrospettiva dell'album, Tim Sendra di AllMusic ha descritto Face Value come il "lavoro più onesto e interessante di Collins", oltre che "uno dei momenti migliori del panorama musicale anni ottanta". Ha infine dato all'album un giudizio pieno di cinque stelle su cinque.
Nel 2016, Dorian Lynskey del The Guardian ha definito l'album "un debutto interessante, a metà strada tra art rock e soul popolare". Ha poi aggiunto che "la qualità più potente di Face Value è la sua trasparenza emotiva".
All'epoca della sua uscita, Steve Pond di Rolling Stone fece notare come il disco si staccasse nettamente dal sound dei Genesis per abbracciare elementi tipici della musica pop e R&B. Questi definì l'intera opera "musica pop incentrata su turbolenze personali". Fece tuttavia notare che "a volte il cuore spezzato del cantante emerge fin troppo chiaramente nel prodotto, e abbondano i passaggi musicali a vuoto".

## Tracce
Testi e musiche di Phil Collins, eccetto dove indicato.
1. In the Air Tonight – 5:34
2. This Must Be Love – 3:55
3. Behind the Lines – 3:53 (testo: Mike Rutherford – musica: Tony Banks, Collins, Rutherford)
4. The Roof Is Leaking – 3:16
5. Droned – 2:55
6. Hand in Hand – 5:12
7. I Missed Again – 3:41
8. You Know What I Mean – 2:33
9. Thunder and Lightning – 4:12
10. I'm Not Moving – 2:33
11. If Leaving Me Is Easy – 4:54
12. Tomorrow Never Knows – 4:46 (Lennon-McCartney) – include la traccia fantasma Over the Rainbow

## Formazione
- Phil Collins – voce, batteria (brani 1, 3, 6, 7, 9–12), drum machine (brani 1, 6 e 12), battimani (brani 5 e 9), sintetizzatore (brani 1, 2,  5–7, 10–12), Fender Rhodes (brani 1, 2, 9 e 11), pianoforte (brani 4–8, 10), percussioni (brani 2 e 10), congas (brano 5), marimba (brano 6)
- Daryl Stuermer – chitarra (brani 1, 2, 3, 6, 7, 9, 11 e 12), banjo (brano 4), chitarra a 12 corde (brano 5)
- John Giblin – basso (brani 1, 9, 10 e 12)
- Alphonso Johnson – basso (brani 2, 3, 6, 7 e 11)
- L. Shankar – violino (brani 1, 5, 7 e 12), tambura (brano 5)
- J. Peter Robinson – sintetizzatore (brano 3)
- Joe Partridge – slide guitar (brano 4)
- Stephen Bishop – cori (brano 2)
- Eric Clapton – chitarra (brani 4 e 11)
- Arif Mardin – arrangiamento strumenti ad arco (brani 8 e 11)
- The Phenix Horns:
  - Don Myrick – sassofono tenore (brani 3, 6, 7, 9 e 12), assolo sassofono contralto (brano 11)
  - Louis Satterfield – trombone (brani 3, 6, 7, 9 e 12)
  - Rahmlee Michael Davis e Michael Harris – tromba (brani 3, 6, 7, 9 e 12), flicorno soprano (brano 11)
  - Ronnie Scott – assolo sassofono tenore (brano 7)
- Altri cori presenti nel brano 6 sono quelli dei bambini registrati al The Village Recorder di Los Angeles

Produzione
- Phil Collins – produzione
- Hugh Padgham – produzione, ingegneria del suono
- Nick Launay, Karen Siegel – ingegneria del suono (assistenti)
- Trevor Key – fotografia

## Classifiche

### Classifiche settimanali
| Classifica (1981) | Posizione massima |
| ----------------- | ----------------- |
| Australia         | 2                 |
| Austria           | 3                 |
| Canada            | 1                 |
| Francia           | 1                 |
| Germania          | 2                 |
| Italia            | 8                 |
| Norvegia          | 5                 |
| Nuova Zelanda     | 4                 |
| Paesi Bassi       | 2                 |
| Regno Unito       | 1                 |
| Spagna            | 7                 |
| Stati Uniti       | 7                 |
| Svezia            | 1                 |
| Svizzera          | 2                 |

### Classifiche di fine anno
| Classifica (1981) | Posizione |
| ----------------- | --------- |
| Australia         | 7         |
| Austria           | 15        |
| Canada            | 1         |
| Germania          | 7         |
| Italia            | 21        |
| Nuova Zelanda     | 14        |
| Paesi Bassi       | 11        |
| Regno Unito       | 4         |
| Stati Uniti       | 20        |